# Lembe (Fluss)
Die Lembe, auch Lembaz genannt, ist ein gut 14 km langer linker Zufluss der Broye. Sie entwässert einen kleinen Abschnitt des Mittellandes der Romandie, wobei sie Gebiete der Kantone Waadt und Freiburg durchfliesst.

## Geographie

### Verlauf
Das Quellgebiet der Lembe befindet sich südlich des Höhenzuges Bois de la Regne bei Thierrens auf dem Gemeindegebiet von Montanaire (Kanton Waadt), auf etwa 780 m ü. M. im Molassehügelland zwischen den Tälern der Mentue im Westen und der Broye im Osten. In einem verhältnismässig breiten Tal fliesst die Lembe nach Nordosten und wird dabei von den Höhenzügen des umgebenden Molassehügellandes (700 bis 800 m ü. M.) flankiert. Bei Prévondavaux tritt der Bach auf Freiburger Kantonsgebiet über (Exklave Surpierre). Unterhalb von Cheiry wendet sich die Lembe in einem sanften Bogen nach Osten, erreicht erneut Waadtländer Boden, durchfliesst die Talenge von Les Vaux und tritt bei Granges-près-Marnand in das mittlere Broyetal hinaus. Hier mündet sie auf 465 m ü. M. in die Broye. Ausser im Quellbereich weist die Lembe ein ziemlich konstantes Gefälle von rund 2 % auf.

### Einzugsgebiet
Das Einzugsgebiet der Lembe ist 26,69 km² gross und besteht zu 30,7 % aus bestockter Fläche, zu 63,4 % aus Landwirtschaftsfläche und zu 5,8 % aus Siedlungsfläche.
Die Flächenverteilung
Die Mittlere Höhe des Einzugsgebietes beträgt 674 m ü. M., die minimale Höhe liegt bei 462 m ü. M. und die maximale Höhe bei 833 m ü. M. 

### Zuflüsse
- Le Pessonnet (rechts), 2,0 km, 2,11 km²
- Ruisseau Pra au Blanc (rechts), 0,7 km, 0,62 km²
- Le Flon (links), 2,8 km, 6,5 km²
- Ruisseau de la Boveire (links), 1,2 km, 1,44 km²

## Hydrologie
An der Mündung der Lembe in die Broye beträgt ihre modellierte mittlere Abflussmenge (MQ) 0,41 m³/s, und ihr Abflussregimetyp ist nivo-pluvial jurassien.
Der modellierte monatliche mittlere Abfluss (MQ) der Lembe in m³/s

## Charakter
Die Lembe bewegt sich in einem weitgehend naturnah gehaltenen Bachbett, nur der unterste Abschnitt durch das Dorf Granges-près-Marnand ist kanalisiert.

## Nutzung
Die Wasserkraft der Lembe wurde seit dem Mittelalter für den Betrieb von Mühlen und Sägereien im Vallon de la Lembaz genutzt.